# Westport (Irlanda)
Westport (in gaelico Cathair na Mart che significa "città del bue") è la terza cittadina in ordine di grandezza della contea di Mayo, nella Repubblica d'Irlanda.
Designata dal Board Failté Irlandese come una delle cittadine più ospitali di tutta la nazione.  A ridosso di Croagh Patrick, poco più a sud, e affacciata sulla bellissima Baia di Clew, Westport è un grazioso centro in stile georgiano, uno dei pochi ad essere progettato in tutta la nazione, precisamente da James Wyatt nel XVIII secolo. Scorcio più pittoresco della cittadina senz'altro è il boulevard alberato con relativi ponticelli in pietra sempre addobbati con fiori (The Mall) accanto al fiume Carrowbeg.
Nelle immediate vicinanze di Westport c'è il villaggio di Murrisk, da dove partono i pellegrinaggi su Croagh Patrick.

## Storia
Westport non può vantare episodi storici antichi o importanti, per il semplice fatto che fu completamente costruita come planned town ("città pianificata") nel 1780, quando l'originale villaggio di Cathair na Mart fu spostato dalla famiglia Brown nell'attuale sito.
La costruzione della nuova città fu affidata a James Wyatt, un famoso architetto inglese, il quale portò a termine anche la Westport House, la residenza statale della marchesa di Sligo. La Westport House era stata originariamente costruita da Richard Cassels, un architetto tedesco, nel 1730 circa, al posto del vecchio castello degli O' Malley, del quale rimangono tutt'oggi le galere. Il celebre Mall è senza dubbio il lavoro più importante portato a termine da Wyatt a Westport.

## Cultura

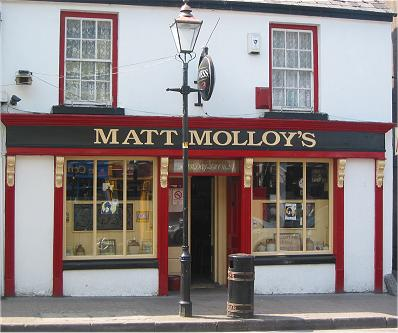
Matt Molloy's

Gli abitanti di Westport vengono spesso chiamati Coveys, dal nome di un vecchio dialetto ancora in voga fino a non molto tempo fa (il "covey" appunto), praticamente incomprensibile per chiunque non fosse del luogo: esempio di scuola, la differenza fra la parola inglese "woman" (donna) e il corrispettivo "doner". L'appellativo "Coveys" viene spesso usato dagli abitanti delle zone limitrofe e dagli abitanti della vicina Castlebar, talvolta in modo dispregiativo, talvolta in modo simpatico e ironico.
A Westport, durante l'anno, vi sono diversi eventi festivi: innanzitutto il Westport Horse and Pony Show la prima settimana di giugno, l'International Sea Angling Festival (Festival internazionale della pesca) le ultime settimane di giugno, in vita da più di 42 anni e con forte richiamo per pescatori appassionati di tutto il mondo. L'Arts festival ("festival delle arti") si svolge a settembre, mentre il Westport Seafood Festival ("Festival dei frutti di mare") in ottobre.
Il più celebre evento è senz'altro il Croagh Patrick Pilgrimage che si tiene l'ultima domenica di luglio, sulle pendici della montagna sacra e che raccoglie molti pellegrini nel centro di Westport.
Matt Molloy dei Chieftains possiede un pub rinomato nel centro della cittadina.
Westport è stata inoltre il primo luogo abitato in assoluto ad essere interamente navigabile in 3D nel programma Google Earth.

## Economia

### Turismo
Westport è uno dei principali centri turistici di tutta la contea, sia per i numerosi festivi che per la posizione strategica: il Connemara, Achill Island, la baia di Clew e Croagh Patrick sono posti molto visitati e tutti abbastanza vicini alla cittadina.
A parte questo, Westport in sé, oltre alla tranquillità e agli scorci molto gradevoli e pittoreschi,  ha vicino molti specchi d'acqua e torrenti ideali per la pesca oltre che un rinomato complesso per il golf proprio ai piedi di Croagh Patrick.

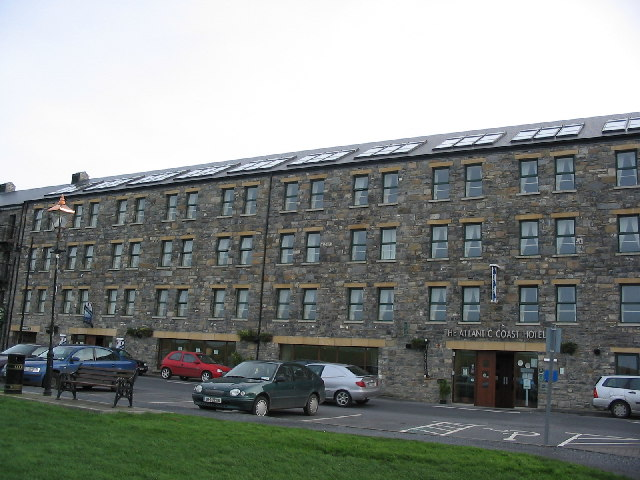
Westport House

L'edificio più importante della cittadina è la Westport House, antica residenza della Marchesa di Sligo costruita nel XVII secolo e tuttora detenuta dalla famiglia originaria che ha aperto la costruzione al pubblico, consentendo un importante successo commerciale e turistico.
Un monumento significativo è situato nel Mall, in memoria del Maggiore John MacBride. Nato a Westport nel 1865, si arruolò nell'armata boera che combatté i britannici nella Seconda Guerra Boera, arrivando fino al grado di maggiore. Fu giustiziato nel 1916 per aver preso parte alla Sollevazione di Pasqua. Era il padre di Seán MacBride, premio Nobel per la pace.
Importante a livello turistico è la Great Western Greenway un percorso fuoristrada in asfalto che collega la città con l'isola di Achill, da cui la separano 42 chilometri.

## Infrastrutture e trasporti
La cittadina è il capolinea del tratto ferroviario di 250 km proveniente dalla capitale Dublino. La stessa ferrovia serve anche il centro amministrativo della contea, Castlebar, circa 18 km ad est-nordest di Westport. La linea originaria passava per il Westport Quay, ma fu modificata nel 1977 dal CIE, e il vecchio tratto ferroviario è oggi un affollato transito pedonale. Anticamente partiva dalla stazione anche una ferrovia per Achill, chiusa nel 1937.
La strada nazionale primaria N5, proveniente da Longford come diramazione della N4 (Dublino-Sligo), e da Castlebar, termina il suo tragitto a Westport. La N59, strada di secondario livello, passa per la città e percorre la parte occidentale irlandese, sia a nord che a sud. Il Mall è spesso trafficato da turisti, specialmente in estate.
Per il traffico aereo, Westport si deve affidare al Knock International Airport, situato a circa 60 km, o al Galway Airport.

## Amministrazione

### Gemellaggi
- Plougastel-Daoulas
- Aror